# Marcel Pinel
Marcel Pinel (* 8. Juli 1908 in Honfleur; † 18. März 1968) war ein französischer Fußballspieler auf der Position eines Stürmers. Er war zuletzt für den Hauptstadtklub Red Star Paris und die französische Fußballnationalmannschaft aktiv.

## Karriere

### Verein
Den Großteil seiner Karriere verbrachte er im Kader des französischen Hauptstadtvereins Red Star Paris, für den er von 1925 bis 1935 auflief. Hier gewann er 1928 zusammen mit Augustin Chantrel und Marcel Domergue seinen einzigen Vereinstitel, den Coupe de France. Auch nach den Abstieg des Vereins nach der Saison 1932/33 blieb der Stürmer im Aufgebot. 1934 folgte der direkte Wiederaufstieg in die erstklassige Division 1. In seiner letzten Saison für den Verein 1934/35 absolvierte er 26 von 30 Meisterschaftsspielen und erzielte dabei 4 Tore. Nach Ablauf der Saison beendete er seine aktive Karriere. Das Stadion seines Heimatortes Honfleur, das Stade Marcel Pinel, ist ihn zu Ehren benannt.

### Nationalmannschaft
Pinel gab sein Debüt für die französische Fußballnationalmannschaft am 11. Mai 1930 im Freundschaftsspiel gegen die Tschechoslowakei (2:3). Seine ersten Tore für die Les Bleus erzielte er beim 1:2-Sieg gegen die Auswahl von Belgien am 25. Mai 1930. Zudem bestritt er im Rahmen Internationaler Freundschaftsspiele, gegen Schottland (0:2) und Brasilien (3:2), zwei weitere Länderspieleinsätze. Neben Stammtorhüter Alex Thépot war Pinel der einzige Spieler von Red Star, den Nationaltrainer Raoul Caudron in das Aufgebots Frankreichs zur Fußball-Weltmeisterschaft 1930 in Uruguay berief. Hier stand er in allen drei Partien, gegen Mexiko (4:1), Argentinien (1:0), Chile (1:0), in der Startelf, ein Tor gelang ihn dabei jedoch nicht. Seinen letzten Einsatz absolvierte Pinel am 7. Dezember 1930 im Freundschaftsspiel gegen Belgien (2:2) wo er beide Tore für Frankreich erzielte.

### Erfolge
Verein
- Französischer Pokalsieger: 1928